# Wiederkehr Village (Arkansas)
Wiederkehr Village es una ciudad ubicada en el condado de Franklin en el estado estadounidense de Arkansas. En el Censo de 2010 tenía una población de 38 habitantes y una densidad poblacional de 3,65 personas por km².

## Geografía
Wiederkehr Village se encuentra ubicada en las coordenadas 35°28′40″N 93°45′53″O / 35.47778, -93.76472. Según la Oficina del Censo de los Estados Unidos, Wiederkehr Village tiene una superficie total de 10.41 km², de la cual 10.3 km² corresponden a tierra firme y (1.14%) 0.12 km² es agua.

## Demografía
Según el censo de 2010, había 38 personas residiendo en Wiederkehr Village. La densidad de población era de 3,65 hab./km². De los 38 habitantes, Wiederkehr Village estaba compuesto por el 97.37% blancos, el 0% eran afroamericanos, el 0% eran amerindios, el 0% eran asiáticos, el 0% eran isleños del Pacífico, el 0% eran de otras razas y el 2.63% pertenecían a dos o más razas. Del total de la población el 0% eran hispanos o latinos de cualquier raza.